# Käbschütztal
Käbschütztal – miejscowość i gmina w Niemczech, w kraju związkowym Saksonia, w okręgu administracyjnym Drezno, w powiecie Miśnia.

## Współpraca
Miejscowość partnerska:
- Berglen, Badenia-Wirtembergia